# Sira Rego
Sira Abed Rego (Valencia, 20 de noviembre de 1973) es una política y nutricionista española, que desde noviembre de 2023 ejerce como ministra de  del Gobierno de España. 
Con anterioridad, ha sido diputada en el Parlamento Europeo entre 2019 y 2023, así como primera teniente de alcalde de Rivas-Vaciamadrid entre 2015 y 2019. Militante del Partido Comunista de España, forma parte de la dirección federal de Izquierda Unida.

## Biografía
Nacida el 20 de noviembre de 1973 en Valencia de padre palestino y madre española, Rego pasó parte de sus primeros años en Anata, Palestina, mientras que su padre vive con el hermano de Rego en Cisjordania. Es diplomada en Nutrición Humana y Dietética por la Universidad Autónoma de Madrid, y ha trabajado como nutricionista en una cooperativa en proyectos relacionados con mujeres y planificación, salud sexual y reproductiva.

### Ayuntamiento de Rivas-Vaciamadrid
Candidata de Izquierda Unida en las elecciones municipales de 2007 en Rivas-Vaciamadrid, resultó elegida concejala, y fue nombrada primera teniente de alcalde y responsable de Políticas de Vivienda, Sostenibilidad Ambiental, Parques y Jardines, Movilidad Urbana y Transporte y Seguridad Ciudadana dentro del gobierno municipal de Pedro del Cura.
Rego, que ha llegado ser considerada como la «mano derecha» de Alberto Garzón dentro de IU, se convirtió en miembro de la ejecutiva federal de Izquierda Unida en enero de 2017, en el marco de la XI Asamblea de la formación.
Es afiliada también al Partido Comunista de España, Comisiones Obreras y es socia de Ecologistas en Acción. 

### Parlamento Europeo
Fue elegida en noviembre de 2018 como cabeza de lista de Izquierda Unida en las Elecciones al Parlamento Europeo de 2019, aunque la formación ya preveía por entonces unirse con Podemos y otras confluencias en una candidatura común denominada Unidas Podemos Cambiar Europa. Rego resultó elegida eurodiputada. Concurrió con el número 2 de la lista de Unidas Podemos Cambiar Europa, que obtuvo 6 escaños.
Renunció a formar parte de las listas de Sumar en las elecciones generales del 23 de julio de 2023 para facilitar la participación de compañeros de otras provincias.
Fue nominada dos veces como la candidata del Grupo Confederal de la Izquierda Unitaria Europea/Izquierda Verde Nórdica a presidir el Parlamento Europeo, obteniendo 42 de 662 votos válidos en primera ronda y 43 de 667 en segunda ronda el 3 de julio de 2019.
En la 9.ª legislatura fue miembro de la Comisión de Industria, Investigación y Energía (ITRE), miembro de la Comisión de Peticiones, miembro de la Delegación en la Asamblea Parlamentaria de Asociación UE-Reino Unido (D-UK) y miembro de la Delegación para las Relaciones con los Países de la América Central (DCAM).

### Ministra de Juventud e Infancia (desde 2023)
En 2023 renunció a formar parte de las listas de Sumar en las elecciones generales del 23 de julio de 2023 para facilitar la participación de miembros de Izquierda Unida de otras provincias. En la XV legislatura, fue propuesta como ministra de Juventud e Infancia por el presidente del Gobierno, Pedro Sánchez. Tras ser nombrada por el rey Felipe VI, el 21 de noviembre de 2023 prometió su cargo en el Palacio de la Zarzuela.
Una de las primeras actuaciones del ministerio sería tramitar la Ley Orgánica para la protección de las personas menores de edad en los entornos digitales. El anteproyecto de Ley fue aprobado en junio de 2024 por el Consejo de Ministros.También se propuso sacar adelante la Ley de Juventud y Justicia Intergeneracional.

#### Candidata a la coordinación general de Izquierda Unida (2024)
En noviembre de 2023 Alberto Garzón dimitió como coordinador general de Izquierda Unida.Sira Rego se presentó como candidata a la coordinación general del partido, proceso que se resolvería en la XIII Asamblea Federal de IU en mayo de 2024. A pesar de su posición destacada como ministra, quedó segunda en la votación de la militancia, al obtener el 23,4% de los votos frente al 53,4% que obtuvo Antonio Maíllo.

## Controversias
En febrero de 2022, Sira Rego incidió en la «condena de Izquierda Unida a la invasión rusa de Ucrania» y la decidida apuesta por la «desescalada, la desmilitarización de la zona, el diálogo y la paz».
Rego suscitó polémica cuando, como consecuencia del ataque de Hamás a Israel del 7 de octubre de 2023, declaró : «Palestina tiene derecho a resistir tras décadas de ocupación, apartheid y exilio. Frente a quienes hoy defienden volver al castigo colectivo bombardeando la Franja de Gaza, es urgente defender el derecho internacional. La única solución es el fin de la ocupación».